# A Show of Hands (Rush)
| Recensione | Giudizio |
| ---------- | -------- |
| AllMusic   |          |

A Show of Hands è il terzo live ufficiale della rock band canadese Rush ed è stato pubblicato il 10 gennaio 1989.
Le tracce furono registrate in più sessioni, precisamente a Birmingham (UK), New Orleans, Phoenix, e San Diego nel 1988 durante l'Hold Your Fire Tour, e a Meadowlands (East Rutherford, New Jersey) nel 1986 durante il Power Windows Tour. Il disco fu certificato d'oro dalla RIAA il 19 marzo 1989. Dall'album sono stati estratti esclusivamente singoli promozionali.

## Descrizione
L'album include una selezione di brani provenienti dalla più recente produzione del trio (i brani più datati sono Whitch Hunt del 1981 e Closer to the Heart del 1977) e un assolo di batteria di Peart presentato come un brano autonomo.
Con questo live album si conclude quella che solitamente viene definita come la terza fase del gruppo, il periodo del rock elettronico, ossia quella più legato a sonorità tastieristiche. Originariamente l'album venne pubblicato come doppio disco in vinile in versione CD singolo.
A Show of Hands viene accolto dalla critica positivamente, l'album viene definito come una efficace sintesi dei Rush della seconda metà degli anni ottanta. L'album, che contiene le migliori composizioni dell'ultimo periodo del gruppo, viene considerato di qualità superiore rispetto al precedente live album dei Rush. Al momento della pubblicazione l'album viene tuttavia pesantemente stroncato da Rolling Stone (votato 1,5 su 5), che parla di un puro sfoggio di tecnica, che lascia dietro si se un vuoto emotivo; neppure l'assolo di batteria contribuisce a alzare il livello del disco. Si salvano solo gli ultimi 4 brani.

## Tracce
1. Intro – 0:53
2. The Big Money – 5:59 (da: Power Windows)
3. Subdivisions – 5:22 (da: Signals)
4. Marathon – 6:39 (da: Power Windows)
5. Turn the Page – 4:41 (da: Hold Your Fire)
6. Manhattan Project – 5:18 (da: Power Windows)
7. Mission – 5:46 (da: Hold Your Fire)
8. Distant Early Warning – 5:15 (da: Grace Under Pressure)
9. Mystic Rhythms – 5:32 (da: Power Windows)
10. Witch Hunt (Part III of Fear) – 4:00 (da:Moving Pictures)
11. The Rhythm Method (Peart) – 4:37
12. Force Ten (Lifeson, Lee, Peart, Pye Dubois) – 4:55 (da: Hold Your Fire)
13. Time Stand Still – 5:13 (da: Hold Your Fire)
14. Red Sector A – 5:18 (da: Grace Under Pressure)
15. Closer to the Heart (Lifeson, Lee, Peart, Peter Talbot) – 4:54 (da: A Farewell to Kings)

Tutti i brani scritti da Geddy Lee, Alex Lifeson e Neil Peart eccetto dove segnato

## Formazione
Gruppo
- Geddy Lee - basso, voce, sintetizzatore
- Alex Lifeson - chitarra elettrica e acustica, sintetizzatore
- Neil Peart - batteria, percussioni, percussioni elettroniche

Altri musicisti
- Aimee Mann - voce su Time Stand Still

## Classifiche
| Classifica (1989) | Posizione massima |
| ----------------- | ----------------- |
| Stati Uniti       | 21                |

## Principali edizioni e formati
A Show of Hands è stato pubblicato nel corso degli anni in varie edizioni, ristampe e formati; queste le principali:
- 1989, Anthem Records (solo Canada), formato: doppio LP, MC, CD
- 1989, Mercury Records, formato: doppio LP, MC, CD
- 1997, Mercury Records, formato: CD, rimasterizzato
- 2015, Mercury Records, formato: doppio LP (vinile 200 g.), rimasterizzato
- 2011, Mercury Records, all'interno del cofanetto Sector 3, formato: CD, rimasterizzato